# Baudhayana
Baudhāyana (c. 800 a.C. – ...) foi um religioso, matemático e escritor indiano, autor dos chamados Baudhāyanasūtra, que abordam uma grande variedade de temas, desde o dharma e rituais diários até aplicações da matemática. Pertenceu à escola do Yajurveda.
Baudhāyana foi o autor do primeiro dos Śhulba Sūtras ― apêndices do Rigveda (o texto mais antigo da Índia, datado de meados do II milenio a. C.) que apresentam regras para a construção de altares ― chamado Baudhāyanaśulbasūtra. A obra, escrita em Sânscrito védico, é notável do ponto de vista da matemática, porque contém vários resultados matemáticos importantes, incluindo um valor do número pi com certo grau de precisão, e uma versão do que hoje se conhece como o teorema de Pitágoras (569-475 a. C.). Os Baudhāyanaśulbasūtra pertencem ao ramo Taittiriya Shakha da escola Yajurveda preta. Estão entre os primeiros textos do gênero sutra e é possivel que tenham sido compilados entre o século VIII a.C e o século VII a.C..
Não foi um matemático no sentido que se entenderia hoje, nem um escriba que simplesmente copiasse manuscritos (como o egípcio Amósis). Deve ter sido um erudito, mas provavelmente não estava interessado na matemática, em si mesma; apenas queria  utilizá-la para finalidades religiosas. Escreveu o Sulba-sutra para estabelecer as normas dos  ritos religiosos. Muito provavelmente era um brâmane - um membro da casta sacerdotal.
Os nacionalistas indianos defendem que Baudhāyana viveu bem antes de Pitágoras e teria sido ele, de fato, o descobridor do teorema pitagórico.